# Ctenus cruciatus
Ctenus cruciatus är en spindelart som beskrevs av Franganillo 1930. Ctenus cruciatus ingår i släktet Ctenus och familjen Ctenidae.
Artens utbredningsområde är Kuba. Inga underarter finns listade i Catalogue of Life.